# Международный аэропорт Лондона
Международный аэропорт Лондона (англ. London International Airport, IATA: YXU, ICAO: CYXU) — международный аэропорт, расположенный в 9,3 км к северо-востоку от города Лондон, Онтарио, Канада.
В 2018 году аэропорт обслужил 514 685 пассажиров, а в 2011 году стал 20-м по загруженности в Канаде по количеству принятых воздушных судов — 94 747. Air Canada Express, Swoop, WestJet и WestJet Encore обслуживают Международный аэропорт Лондона. Он также предоставляет услуги для грузовых авиакомпаний.
Аэропорт классифицируется Nav Canada как аэропорт въезда и обслуживается Канадским агентством пограничных служб (CBSA). Сотрудники CBSA в этом аэропорту могут обслуживать самолеты, в которых летит не более 180 пассажиров; однако они могут обслуживать и до 450 пассажиров, если самолет разгружается поэтапно.

## История

### 1929-1942
В январе 1927 года город Лондон выбрал место для аэродрома в Ламбете, Онтарио, около 42°55'00″ с.ш. 081°17′00″ з.д. Группа местных бизнесменов приобрела этот участок в 1928 году, и к 3 мая 1929 года Лондонскому аэропорту было выдано разрешение на начало своей деятельности как London Airport Ltd..Лондонский летный клуб был создан в 1928 году и стал арендатором нового аэропорта. Аэродром использовался для обучения полету, как место базирования для частной авиации и воздушной почты. К 1933 году он стал слишком маленьким для прибытия некоторых коммерческих самолетов.
Лондонский летный клуб продолжал использовать аэродром Ламбет до 7 августа 1942 года.

### 1940-1945
В 1935 году город решил сменить место для Лондонского аэропорта. Были проведены обследования и консультации, и 9 сентября 1939 года, в начале Второй мировой войны, начались работы над новым аэропортом, расположенным недалеко от Крумлина. Город сдал в аренду новый аэропорт правительству Канады, министерству транспорта, 24 января 1940 года на время войны. Взлетно-посадочные полосы 14-32 и 05-23 были асфальтированы и готовы к использованию к июлю 1940 года, Королевские ВВС Канады создали часть RCAF Crumlin на базе аэропорта. На этой аэродромной станции находились Начальная школа летной подготовки № 3 (EFTS) и Школа истребителей № 4 (AOS), являющиеся частью Плана авиационной подготовки британских пилотов.
Аэропорт оставался под гражданским управлением и использовался для гражданской и военной авиации в годы войны. Лицензия на аэропорт города Лондона была выдана 6 мая 1941 года. Изменения, сделанные для аэропорта за это время, включают:
- Главный терминал (гражданский), открыт в июле 1942 года.
- Trans-Canada Airlines начала обслуживать аэропорт в июле 1942 года.
- Взлетно-посадочная полоса 08-26 асфальтирована в 1943 году.

Операции по плану подготовки британских пилотов закончились 31 декабря 1944 года закрытием Школы истребителей № 4.
10 января 1945 года в Лондоне было организовано транспортное командование Королевских ВВС № 45 Группы подготовки пилотов к испытаниям de Havilland Mosquito в Лондоне. В этом отряде насчитывалось двадцать три пилота, которые испытатели самолеты de Havilland Mosquito, построенные в Торонто, прежде чем они были доставлены за границу.
После войны аэропорт оставался под контролем Департамента транспорта Канады.

#### Информация об аэродроме
Приблизительно в 1942 году аэродром был расположен по координатам 43°02′ с.ш. 81°09′ з.д. с отклонением 5 градусов западной долготы и имел высоту 899 футов (274 м). Две взлетно-посадочные полосы имели следующие характеристики:
| Название ВПП | Общая длина           | Общая ширина      | Асфальтированная длина | Асфальтированная ширина |
| ------------ | --------------------- | ----------------- | ---------------------- | ----------------------- |
| 5/23         | 3,400 футов (1,036 м) | 500 футов (152 м) | 3,150 футов (960 м)    | 150 футов (46 м)        |
| 4/22         | 3,400 футов (1,036 м) | 500 футов (152 м) | 3,150 футов (960 м)    | 150 футов (46 м)        |

### Послевоенные операции на базе аэродрома (1945-1961)
После Второй мировой войны резервным или вспомогательным эскадрильям ВВС было поручено защищать крупные города Канады. 420-я эскадрилья была преобразована в 420-ю (истребительную) вспомогательную эскадрилью города Лондона в сентябре 1948 года. Первоначально она была оснащена North American T-6 Texan, однако эскадрилья была модернизирована до North American P-51 Mustang в 1952 году и до реактивных самолетов Canadair CT-133 в 1954 году. Эскадрилья была расформирована в 1957 году. Командование ПВО реформировало 2420-ю авиационную эскадрилью управления и предупреждения (вспомогательную) города Лондона 1 июля 1956 года. Она была расформирована 31 мая 1961 года.
База ВВС в Лондоне была открыта в 1950 году для поддержки Индукционного и учебного центра НАТО, который впоследствии был переведен в Сентрейлию. Сама база была закрыта 30 сентября 1958 года.
Как дань этому периоду, самолет Canadair CT-133 Королевских ВВС Канады установлен перед главным зданием терминала аэропорта.

### Период с 1950 года
Со времен Второй мировой войны аэропорт постоянно совершенствовался, поскольку системы навигации и управления воздушным движением развивались, а коммерческие самолеты становились все больше и больше. Изменения, сделанные в период с 1950 года, включают в себя:
- 1950, установка системы посадки по приборам (ILS) на ВПП 14-32
- 1955, взлетно-посадочная полоса 14-32 увеличена до 6000 футов для посадок Vickers Viscount
- В 1960 году появилась метеостанция
- 1965, открылось новое здание терминала
- 1968, Air Canada начинает обслуживание самолетов DC-9
- В 1974 году взлетно-посадочная полоса 14-32 была увеличена до 8 800 футов для размещения самолетов DC-8, Boeing 707 и 747, L-1011
- 1988, взлетно-посадочная полоса 05-23 выведена из эксплуатации
- 1990, установлена новая радиолокационная система
- В 1998 году управление аэропортом было передано из ведения министерства транспорта Канады городу Лондону.
- 2003, главное здание терминала полностью отреставрировано и расширено
- 2019, рулежная дорожка G полностью перестроена

## Авиакомпании и направления вылетов
| Авиакомпания       | Пункты назначения                                                                                        |
| ------------------ | --- |
| Air Canada Express | Монреаль, Оттава, Торонто                                                                                |
| Air Canada Rouge   | Сезонные: Калгари (начиная с 24 июня 2020)                                                               |
| Air Transat        | Сезонные: Канкун, Сосуа, Пунта-Кана                                                                      |
| Canadian North     | Чартерные: Галифакс, Майами, Монктон, Саскатун                                                           |
| Sunwing Airlines   | Сезонные: Монтего-Бей, Пунта-Кана, Санта-Клара, Варадеро                                                 |
| Swoop              | Абботсфорд, Эдмонтон Сезонные: Канкун, Галифакс, Лас-Вегас, Орландо, Виннипег (начиная с 26 апреля 2020) |
| WestJet            | Калгари                                                                                                  |
| WestJet Encore     | Торонто                                                                                                  |

## Другие арендаторы
- CHC Helicopter — Ornge (Скорая помощь Онтарио)
- Музей реактивных самолетов — Музей реактивных самолетов в настоящее время имеет шесть Canadair CT-133, также известных как T-bird
- Executive Aviation — оператор фиксированной базы, связанный с World Fuel Services[14]
- Trek Aviation — обслуживание самолетов и консультационные услуги[15]
- Flite Line Services London — аффилированный оператор Shell[16]
- Diamond Aircraft — производитель легких летательных аппаратов
- Авиакомпания Discovery Air — сервис полетов nNiche
- Diamond Flight Center — школа летной подготовки
- Forest City Flight Centre — школа летной подготовки[17]
- AFS Aerial Photography — услуги аэрофотосъемки
- 427 (London) Wing — Ассоциация ВВС Канады[18]
- Международная школа летчиков-испытателей

Пожарная аварийно-спасательная станция лондонского международного аэропорта проводит пожарно-спасательные работы в аэропорту с помощью трех тендеров на случай аварии на бульваре Блэр.

## Наземный транспорт
Для пассажиров, желающих полететь на рейсах в международный аэропорт Торонто, предоставляется услуга трансфера.
Лондонская транзитная комиссия предоставляет услуги между аэропортом и Колледжом Фэншоу.

## Лондонское авиашоу
База проведения для популярного «Лондонского авиашоу», проводимого ежегодно, является самым крупным военным авиашоу в Канаде. На нем демонстрирются военные самолеты ВВС Канады и США.

## Инциденты
- 15 декабря 2016 года самолет Bombardier Dash 8 авиакомпании Air Canada Jazz рейса 8640, летевший из Лондона в Торонто, упал с взлетно-посадочной полосы на заснеженную траву после взлета. В момент происшествия шел снег, но, как сообщалось, взлетно-посадочная полоса была в хорошем состоянии. Никто из 53 пассажиров или членов экипажа на борту не пострадал. Все пассажиры были доставлены обратно в терминал и получили билеты на рейсы позже в тот же день[20].